# О’Кейси, Шон
Шон О’Ке́йси (ирл. Seán Ó Cathasaigh, англ. Seán O'Casey, 30 марта 1880 года, Дублин — 18 сентября 1964 года, Торки) — ирландский драматург.

## Биография
Шон О’Кейси родился под именем Джон Кейси в бедной англиканской семье в северной части Дублина. Отец Джона — Майкл — умер, когда сыну было всего шесть лет, и с четырнадцати лет Кейси начал работать на железной дороге и продавцом газет, причём самостоятельно выучился читать и писать, поскольку не мог посещать школу из-за плохого зрения. В 1906 году О’Кейси стал членом Гэльской лиги и изменил своё имя на более ирландское, в то же время вступив в Ирландский союз транспортных и неквалифицированных рабочих, но постепенно разочаровался в национальном движении, хотя в 1914 году недолго был генеральным секретарём Ирландской гражданской армии. В 1918 году увидело свет его первое произведение — рассказ «Жертва Томаса Эша» (англ. The Sacrifice of Thomas Ash), навеянный Пасхальным восстанием и его жестоким подавлением.
В 1923 году Театр Аббатства, до того отклонивший три пьесы О’Кейси, поставил четвёртую — «Тень стрелка» (англ. The Shadow of a Gunman), а за ней «Юнону и павлина» (англ. Juno and the paycock) и «Плуг и звёзды» (англ. The Plough and the Stars). Последняя из постановок вызвала бурный скандал и нападки националистов, и в 1926 году О’Кейси навсегда покинул Ирландию, поселившись в Торки в юго-западной Англии.
В 1928 году О’Кейси написал антиимпериалистичесую пьесу «Серебряная Тасси».
В дальнейшем большинство пьес О’Кейси выходили в печатном виде и редко ставились на сцене. Среди наиболее значительных из них — «Конец начала» (англ. The End of the Beginning, 1937), «Алые розы для меня» (англ. Red Roses for Me, 1942), «Петух-денди» (англ. Cock-a-doodle, 1949). Также с 1939 по 1954 годы вышли мемуары писателя в шести томах.
В своём творчестве О’Кейси рисовал жизнь ирландских рабочих, которая была ему хорошо знакома. Первые пьесы писателя были пацифистскими сатирическими трагикомедиями, написанными, тем не менее, с сочувствием к героям. Впоследствии О’Кейси перешёл к созданию мистических морализаторских драм, а в конце жизни — к фантастическим комедиям.
Творчество О’Кейси, несмотря на первоначальную резкую критику и обвинения в отсутствии патриотизма, получило широкое признание в Ирландии и мире. Его именем назван мост в Дублине через реку Лиффи.
18 сентября 1964 года в возрасте 84 лет О’Кейси умер от сердечного приступа в Торки, Девон. Он был кремирован в крематории Голдерс-Грин.

## Личная жизнь
О’Кейси был женат на ирландской актрисе Эйлин Кэри Рейнольдс (1903—1995) с 1927 года до своей смерти. У пары было трое детей: сыновья Брион и Ниалл (умерший в 1957 году от лейкемии), и дочь Шивон.